# Aeródromo Estero Seco
El Aeródromo Estero Seco (OACI: SCZE) es un terminal aéreo ubicado cerca del poblado de Pirque, Provincia de Cordillera, Región Metropolitana de Santiago, Chile. Es de propiedad privada.